# Rock 'n' Roll Gypsies
Rock 'n' Roll Gypsies es el segundo álbum en vivo de la banda británica de heavy metal Saxon, publicado en 1989 por Enigma Records. La producción concretó algunos eventos importantes en la historia de la banda, ya que marcó el regreso de Nigel Glockler, fue el primero con el bajista Nibbs Carter y el primero en ser producido por Biff Byford. Su grabación se realizó en 1988 en el recinto Budapest Sportcsarnok de Budapest en Hungría. 
El trabajo siguió demostrando el estilo que habían tomado a mediados de la segunda mitad de los ochenta, puesto que las canciones eran principalmente de la etapa con EMI Music. En 2001 se reeditó con una nueva portada y con diferente orden en el listado de canciones.

## Lista de canciones
| N.º | Título                   | Escritor(es) | Duración |  |
| 1.  | «Power and the Glory»    |              | 6:28     |  |
| 2.  | «And the Band Played On» |              | 2:55     |  |
| 3.  | «Rock the Nations»       |              | 4:31     |  |
| 4.  | «Dallas 1PM»             |              | 6:31     |  |
| 5.  | «Broken Heroes»          |              | 7:05     |  |
| 6.  | «Battle Cry»             |              | 5:49     |  |
| 7.  | «Rock 'n' Roll Gypsy»    |              | 5:18     |  |
| 8.  | «Northern Lady»          |              | 5:07     |  |
| 9.  | «I Can't Wait Anymore»   |              | 4:30     |  |
| 10. | «This Town Rocks»        |              | 4:14     |  |
| 11. | «The Eagle Has Landed»   |              | 7:26     |  |
| 12. | «Just Let Me Rock»       |              | 4:19     |  |

## Miembros
- Biff Byford: voz
- Paul Quinn: guitarra eléctrica
- Graham Oliver: guitarra eléctrica
- Nibbs Carter: bajo
- Nigel Glockler: batería